# Isolatocereus dumortieri
Isolatocereus dumortieri ist die einzige Pflanzenart der monotypischen Gattung Isolatocereus in der Familie der Kakteengewächse (Cactaceae). Der botanische Name der Gattung leitet sich vom italienischen Verb isolato für ‚isoliert‘ ab. Das Artepitheton dumortieri ehrt den belgischen Botaniker Barthélemy Charles Joseph Dumortier. Trivialnamen sind „Candelabro“, „Órgano“ und „Pitayo“.

## Beschreibung
Der sehr große, baumartige und kandelaberartige Isolatocereus dumortieri erreicht Wuchshöhen von 5 bis 15 Metern und hat einen gut ausgeprägten Stamm von mehr als 1 Meter Länge. Seine blaugrünen, aufrechten, etwas nach innen gebogenen Triebe haben Einschnürungen, werden bis 10 Meter lang und erreichen  Durchmesser zwischen 5 und 15 Zentimetern. Die 5 bis 8 Rippen sind stumpf dreieckig und bis zu 2 Zentimeter hoch. Die Areolen fließen mit dem Alter zusammen. Die 1 bis 4 Mitteldornen sind gelblich weiß und bis zu 5 Zentimeter lang. Die gelblich weißen, im Alter dunkler werdenden 6 bis 9 Randdornen haben eine Länge von bis zu 1 Zentimeter.
Die duftlosen Blüten entspringen aus Areolen in der Nähe der Triebspitze, die mehrfach zur Blüte gelangen und gelegentlich kleine Kronen formen. Sie öffnen sich während der Nacht und bleiben bis zum Mittag des folgenden Tages geöffnet. Die Blüten sind röhren- bis trichterförmig, kurz, blassgrün bis weiß und bis zu 2,5 bis 3,5 Zentimeter lang.
Die verkehrt eiförmigen, essbaren Früchte mit einem frühzeitig abfallenden Blütenrest bleiben lange grün und werden später orange bis rot. Sie sind 2,5 bis 3,5 Zentimeter lang und mit kleinen, roten Schuppen bedeckt. Die 1,5 Millimeter großen Samen sind schwarz.

## Verbreitung, Systematik und Gefährdung
Isolatocereus dumortieri ist in den mexikanischen Bundesstaaten Oaxaca, Hidalgo, Morelos, Guerrero, Puebla und Michoacán weit verbreitet.
Die Erstbeschreibung als Cereus dumortieri von Michael Joseph François Scheidweiler wurde 1837 veröffentlicht. Curt Backeberg stellte die Art in die 1942 von ihm neu aufgestellte Gattung Isolatocereus. Weitere nomenklatorische Synonyme sind Lemaireocereus dumortieri (Scheidw.) Britton & Rose (1909), Stenocereus dumortieri (Scheidw.) Buxb. (1961) und Rathbunia dumortieri (Scheidw.) P.V.Heath (1992).
In der Roten Liste gefährdeter Arten der IUCN wird die Art als „Least Concern (LC)“, d. h. als nicht gefährdet geführt.

## Nachweise